# Хорхе Басадре (стадіон)
Естадіо Хорхе Басадре (ісп. Estadio Jorge Basadre) — багатоцільовий стадіон у місті Така, Перу, відкритий в 1954 році, що вміщує 19 850 глядачів. Домашня арена футбольного клубу «Коронель Болоньєсі».

## Історія
Стадіон був відкритий в 1954 році. До 2004 року називався Естадіон Модело. Однак з нагоди реконструкції арени до Кубка Америки 2004 року назву було змінено на честь Хорхе Басадре (1903—1980), перуанського історика.
В рамках Кубка Америки на стадіоні пройшло 2 матчі, один на груповому етапі турніру та один чвертьфінал між Парагваєм та Уругваєм (1:3).
Згодом стадіон був однією з арен молодіжного чемпіонату Південної Америки до 20 років у 2011 році, прийнявши вісім матчів групи В.

## Кубок Америки 2004
| № | Дата          | Суперники          | Рахунок | Раунд       | Глядачів |
| - | ------------- | ------------------ | ------- | ----------- | -------- |
| 1 | 14 липня 2004 | Коста-Рика — Чилі  | 2 — 1   | Група C     | 20 000   |
| 2 | 18 липня 2004 | Парагвай — Уругвай | 1 — 3   | Чвертьфінал | 19 850   |

## Галерея

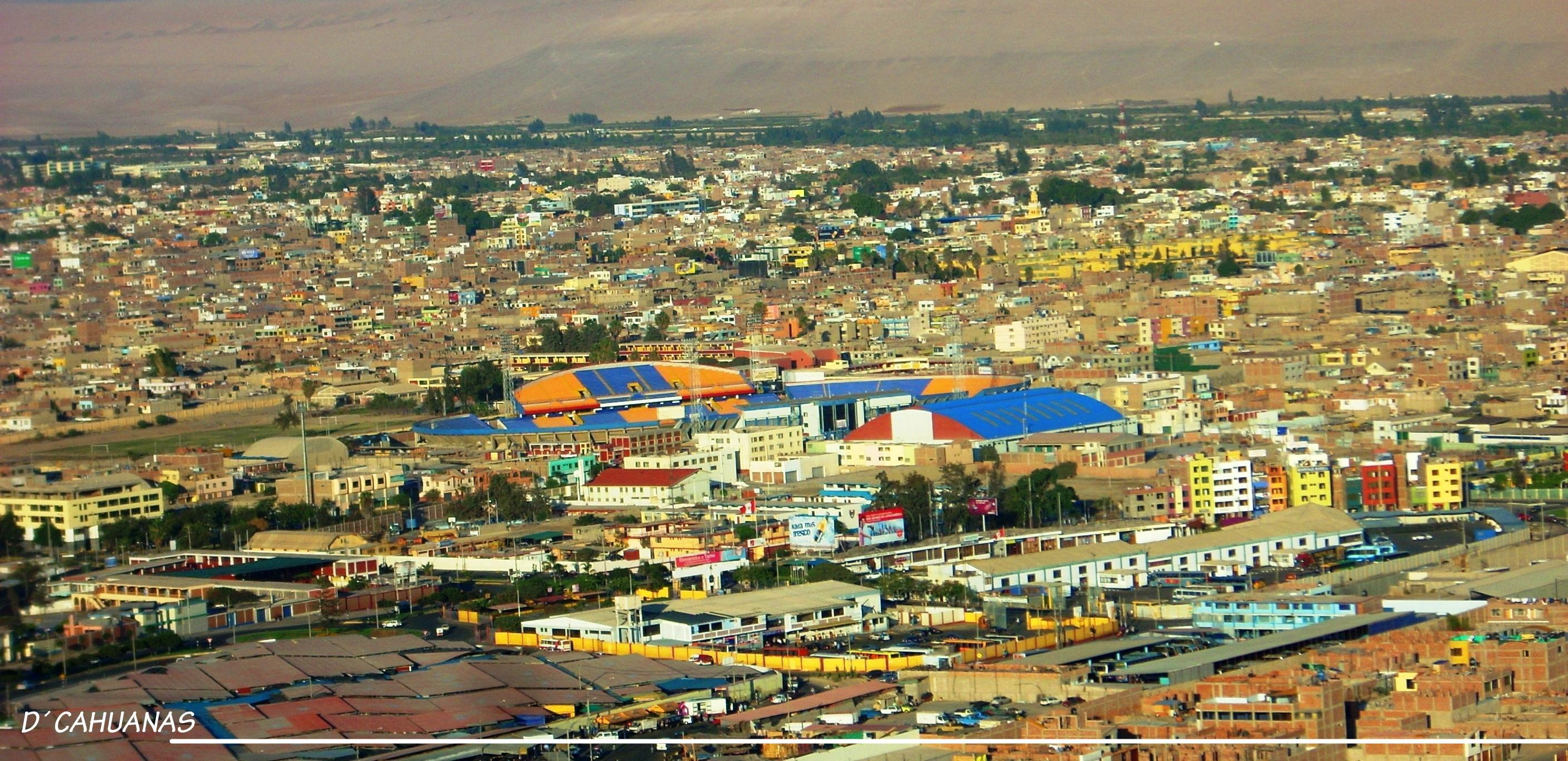
Вид з повітря
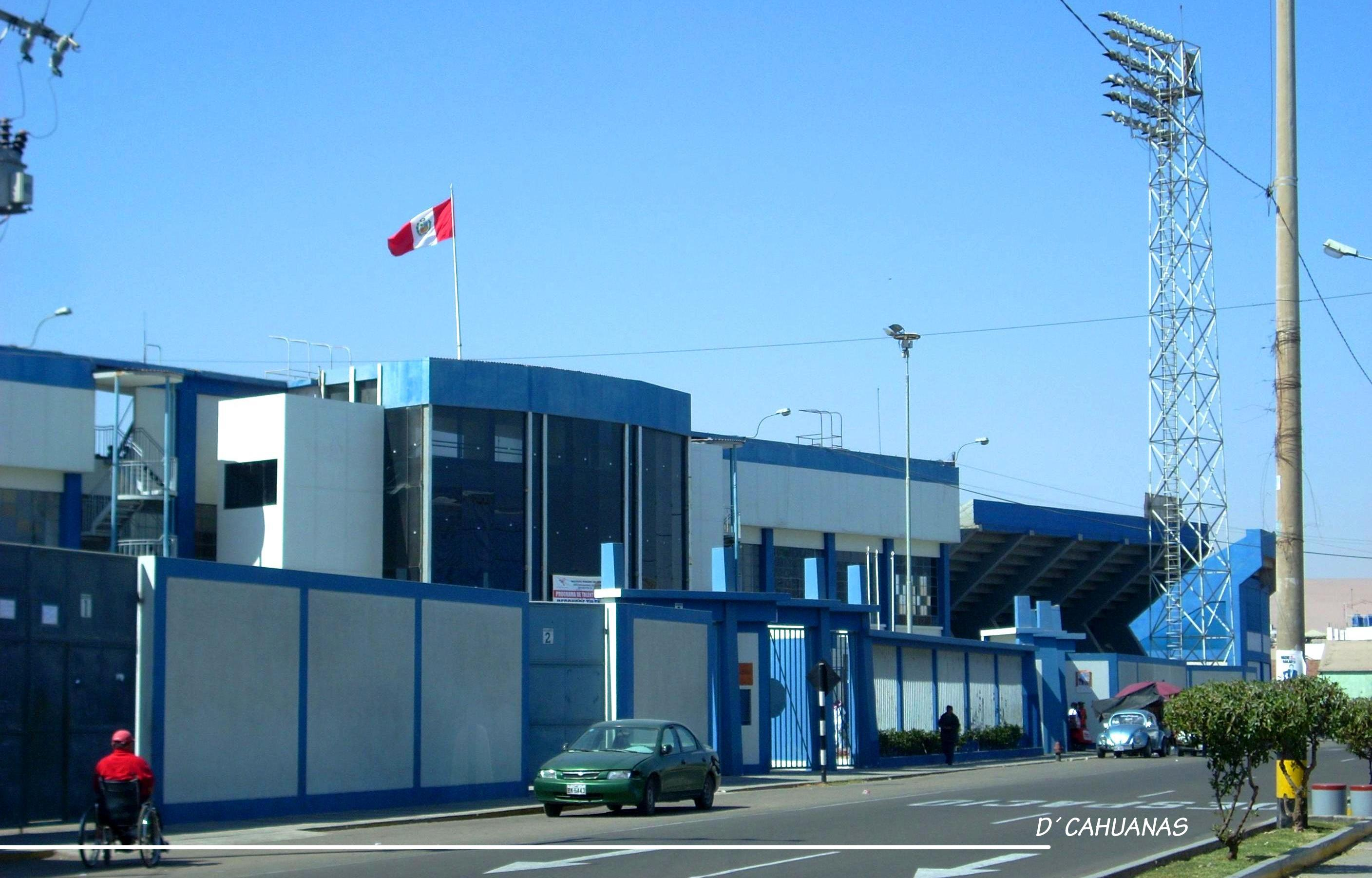
Стадіон зовні